# 久留米連隊区
久留米連隊区（くるめれんたいく）は、大日本帝国陸軍の連隊区の一つ。福岡県・大分県・熊本県の一部、佐賀県の一部または全域の徴兵・召集等兵事事務を取り扱った。実務は久留米連隊区司令部が執行した。1941年（昭和16年）に廃止された。

## 沿革
1903年（明治36年）2月14日、陸軍管区表が改正され、佐賀連隊区が廃止され、久留米連隊区が設置された。第6師管第24旅管に属し、福岡県・熊本県の一部が管轄区域に定められた。同年3月26日、司令部が久留米市櫛原町37番地の仮庁舎に移転。
日本陸軍の内地19個師団体制に対応するため陸軍管区表が改正（明治40年9月17日軍令陸第3号）となり、1907年10月1日、第18師管第24旅管に属した。
1925年（大正14年）4月6日、日本陸軍の第三次軍備整理に伴い陸軍管区表が改正（大正14年軍令陸第2号）され、同年5月1日、旅管が廃止され第12師管に属した。
1940年（昭和15年）8月1日、久留米連隊区は西部軍管区久留米師管に属することとなった。1941年4月1日、久留米連隊区が廃止され、第三次の佐賀連隊区が設置された。

## 管轄区域の変遷
1903年2月14日、佐賀連隊区が廃止され久留米連隊区が設置となり、管轄区域が次のとおり定められた。福岡県区域は旧佐賀連隊区から久留米市・三井郡・三潴郡を、福岡連隊区から八女郡・山門郡・三池郡を編入した。熊本県区域は玉名郡を熊本連隊区から、鹿本郡・菊池郡を大分連隊区から編入した。
- 福岡県

久留米市・三井郡・三潴郡・八女郡・山門郡・三池郡
- 熊本県

玉名郡・鹿本郡・菊池郡
1907年10月1日、高瀬連隊区などが設置され、管轄区域が次のとおり変更された。福岡県浮羽郡を小倉連隊区から、佐賀県区域を福岡連隊区から編入。また、熊本県区域を高瀬連隊区へ移管した。
- 福岡県

久留米市・三井郡・八女郡・三潴郡・山門郡・三池郡・浮羽郡
- 佐賀県

三養基郡・神埼郡
1918年（大正7年）6月1日、管轄区域に福岡県大牟田市が加えられ、1920年（大正9年）8月10日、福岡県朝倉郡を福岡連隊区から編入した。
1925年5月1日、佐賀連隊区、中津連隊区が廃止され、管轄区域が次のとおり変更された。福岡県朝倉郡を福岡連隊区に移管。また、大分県日田郡を旧中津連隊区から編入。佐賀県区域は佐賀市・佐賀郡・小城郡・杵島郡・藤津郡を旧佐賀連隊区から、東松浦郡・西松浦郡を福岡連隊区から編入し、佐賀県全域を管轄した。
- 福岡県

久留米市・大牟田市・三池郡・山門郡・八女郡・三潴郡・三井郡・浮羽郡
- 佐賀県

全県
- 大分県

日田郡
1941年（昭和16年）4月1日、久留米連隊区が廃止され第三次の佐賀連隊区が設置された。旧管轄区域は、大分県日田郡を大分連隊区へ、その他は佐賀連隊区に引き継がれた。

## 連隊区司令官
- 江田国容 歩兵中佐：1903年4月6日 - 1903年12月1日
- 小松崎清蔵 歩兵少佐：1903年12月1日 -
- 相良頼見 歩兵少佐：1908年12月21日 -
- 野方芳太郎 歩兵中佐：1912年3月8日 - 1915年2月15日
- 奥田為熊 歩兵中佐：1915年2月15日 - 1916年8月24日
- 樗木耕一 歩兵中佐：1916年8月24日 - 1917年8月6日
- 岸和田精三 歩兵中佐：1917年8月6日 -
- 生田目光 歩兵大佐：不詳 - 1922年8月15日[11]
- 松田元武 歩兵大佐：1922年8月15日[11] - 1923年8月6日[12]
- 田中源太郎 歩兵大佐：1923年8月6日[12] - 1926年3月2日[13]
- 依田四郎 歩兵大佐：1926年3月2日[13] -
- 伊藤知剛 歩兵大佐：1931年8月1日[14] - 1933年8月1日[15]
- 湯浅政雄 歩兵大佐：1933年8月1日[15] -
- 笠繁善 歩兵大佐：1935年3月15日 - 1937年11月1日[16]
- 野溝弐彦 歩兵大佐：1937年11月1日[17] -
- 下河辺憲二 歩兵大佐：1939年5月19日[18] -